# Книга русской скорби

Обложка, художник Виктор Васнецов

«Книга русской скорби» — документально-литературный сборник, посвящённый памяти жертв революционного террора, издававшийся в России в 1908—1914 годах.

## Редакционная комиссия
Инициатива создания сборника принадлежала группе правых русских монархистов. «Книга русской скорби» издавалась созданной по решению Главной Палаты «Русского Народного Союза имени Михаила Архангела» редакционной комиссией.
Всего было опубликовано 14 томов (выпусков), в разных издательствах Санкт-Петербурга. Председателем редакционной комиссии «Книги русской скорби» являлся член Государственной Думы В. М. Пуришкевич, секретарями — сначала Н. А. Казаринова, затем — Н. М. Юскевич-Красковский.
В редакционную комиссию «Книги русской скорби», среди прочих, входили:
- члены Государственной думы И. И. Балаклеев, С. В. Воейков, А. С. Вязигин, Н. Н. Ладомирский, В. А. Образцов, Ф. Ф. Тимошкин, Г. А. Шечков и В. В. Шульгин;
- публицисты К. Ф. Головин, С. Л. Облеухова, В. М. Скворцов, М. А. Сопоцко и Н. П. Тихменев;
- общественно-политические деятели М. Н. Дитрих, С. Ф. Еленев и князь М. Л. Шаховской;
- художники В. М. Васнецов, Л. Т. Злотников, Е. П. Самокиш-Судковская и С. С. Соломко;
- военные М. М. Бородкин и Ф. В. Винберг;
- священники Иоанн Восторгов и Александр Вераксин.

## Содержание
Книга представляет собой лишённый хронологического или систематического порядка перечень биографий лиц, погибших при революционных волнениях. Наряду с жертвами террористических актов революционных партий, в книге перечисляются и жертвы криминальных инцидентов, и те лица, причины смерти которых не были раскрыты. Книга содержит большое количество фактического материала.
Первый выпуск «Книги русской скорби» открывался статьёй об Императоре Александре II Николаевиче, убитом в 1881 году.
Тома (выпуски) сборника выходили по мере готовности материалов. В. М. Пуришкевич указывал в датированном 13 августа 1908 года коротком предисловии к первому выпуску, что: «Появление дальнейших выпусков зависит от сочувствия русского общества и русского народа предпринятому делу. Есть ли это сочувствие, покажет ближайшее будущее. Твёрдо и уверенно говорю — есть. Не умерло и умереть не может…».
Героями сборника являлись представители многих национальностей и вероисповеданий, в том числе, мусульмане: например, временный генерал-губернатор Кутаисской губернии аварец Максуд-бек Алихан-Аварский (А. М. Алиханов) (убитый в ночь со 2 на 3 июля 1907 года в городе Александрополе /Гюмри/), помощник заведующего отрядом полицейской стражи ингуш Артаган Костоев (убитый 28 августа 1907 года в Черкасском уезде Киевской губернии), стражник полицейской части ингуш Абдула Мальсагов (скончавшийся от ран 28 июля 1908 года в Киеве) и другие. Одним из увековеченных в «Книге русской скорби» мусульман, павших жертвой террористов, стал старший городовой татарин Бикбулат Мухаметзянов, убитый в Казани при исполнении служебного долга 31 июля 1906 года.

## Распространение
Издание активно продвигалось в полицейской среде руководством министерства внутренних дел. Известно об издании соответствующих «циркулярных предложений» № 11577 от 8 апреля 1911 года (за подписью П. Г. Курлова), № 21231 от 19 декабря 1912 года и № 21203 от 25 сентября 1913 года (за подписью Н. А. Маклакова), в последнем из которых, в частности, отмечалось, что: «Чины полиции почерпнут, читая эти книги, новые силы для своей трудной службы на пользу родины, и пример описанных жертв долга подкрепит их и воодушевит их работу».
Книга была рекомендована для каждого полицейского отряда и полицейского управления. В 1913 году государством было закуплено 30 тысяч экземпляров для бесплатной раздачи нижним полицейским чинам.

## Галерея

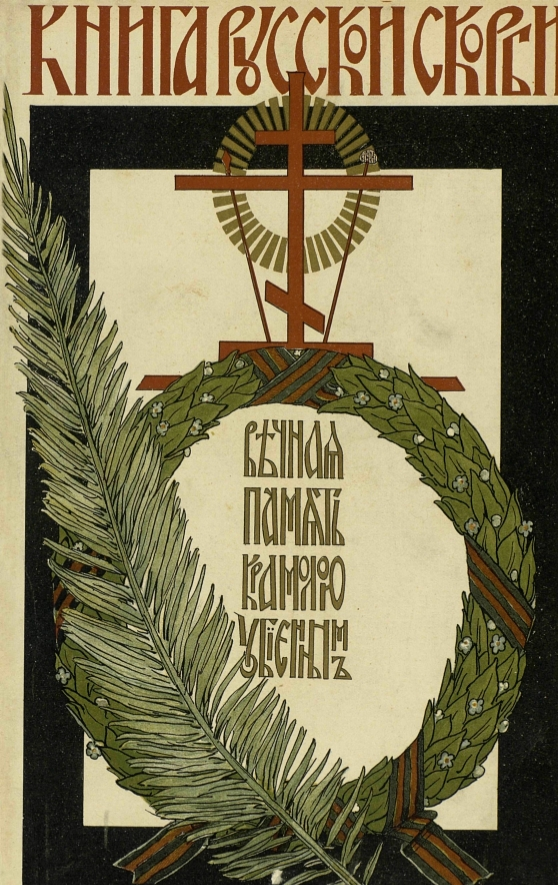
обложка пятого тома (1908)
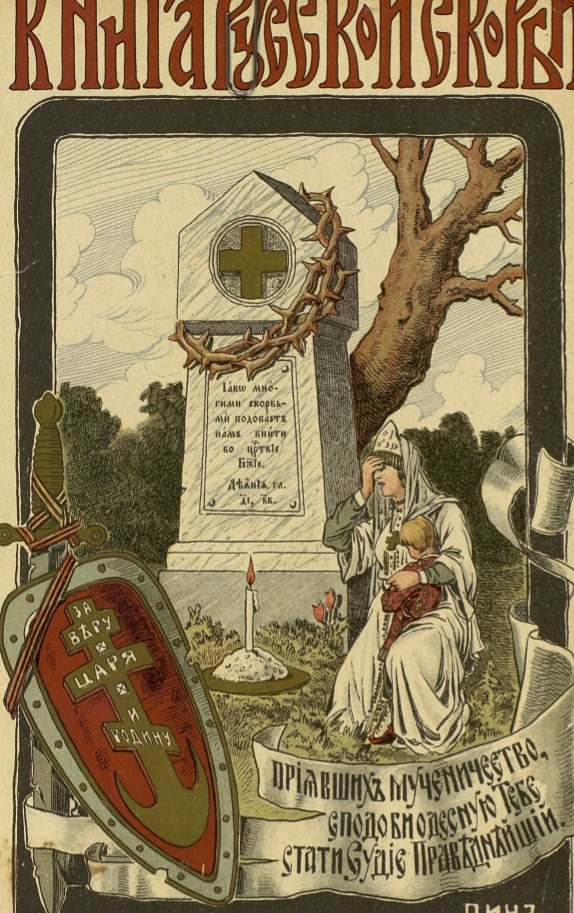
обложка шестого тома (1910)
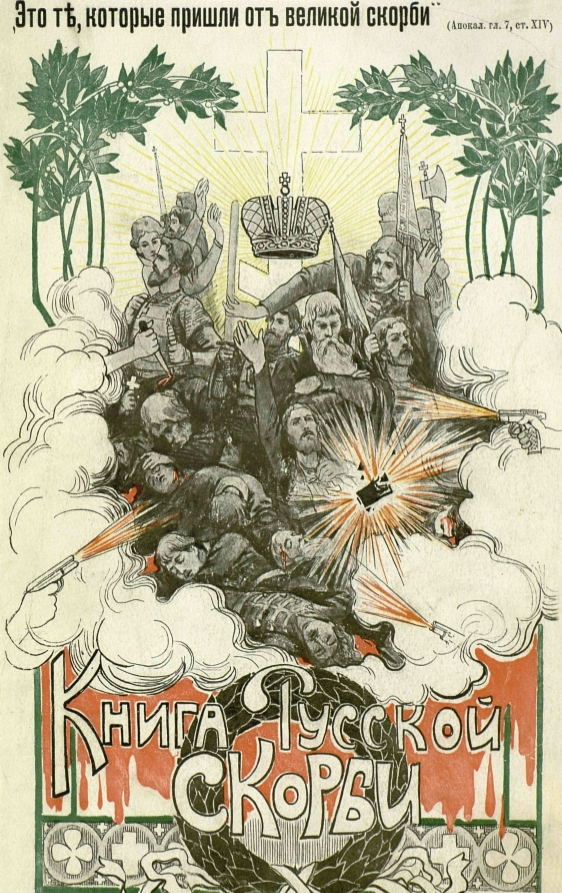
обложка седьмого тома (1911)
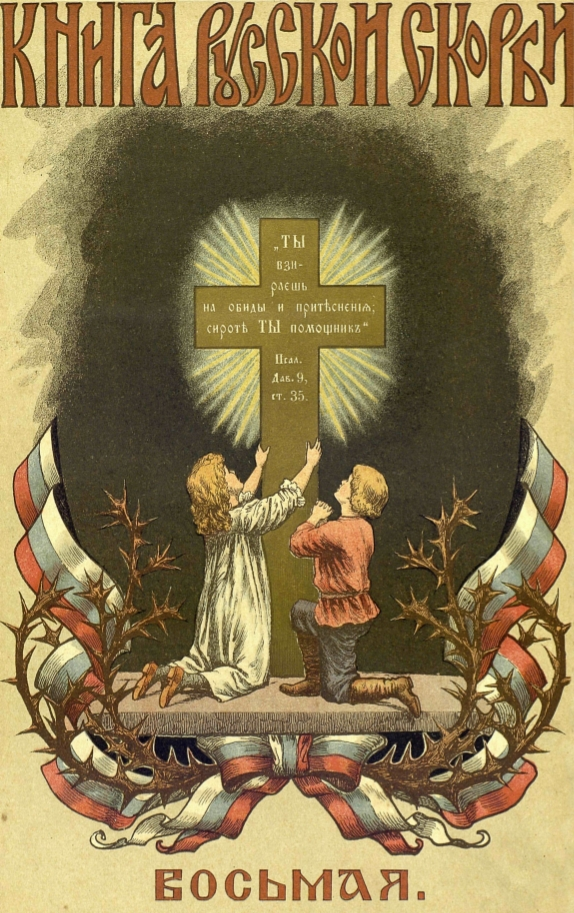
обложка восьмого тома (1911)